# جواكيم نيلسون
جواكيم نيلسون (بالسويدية: Joakim Nilsson)‏ (6 فبراير 1994 بهارنوساند في السويد - ) هو لاعب كرة قدم سويدي في مركز الدفاع، شارك في الألعاب الأولمبية الصيفية 2016. وشارك مع منتخب السويد تحت 19 سنة لكرة القدم ومنتخب السويد تحت 21 سنة لكرة القدم ومنتخب السويد لكرة القدم. أما مع النوادي، فقد لعب مع نادي إلفسبورغ وÄlgarna-Härnösand IF ‏ ونادي سوندسفال ‏.

## وصلات خارجية
- جواكيم نيلسون على موقع الاتحاد الأوربي (الإنجليزية)
- جواكيم نيلسون على موقع اتحاد السويد (السويدية)
- جواكيم نيلسون على موقع الدوري الأمريكي (الإنجليزية)
- جواكيم نيلسون على موقع قاعدة بيانات كرة القدم.إي يو (الإنجليزية)
- جواكيم نيلسون على موقع ناشيونال فوتبول تيمز (الإنجليزية)
- جواكيم نيلسون على موقع Soccerway.com (الإنجليزية)
- جواكيم نيلسون على موقع عالم كرة القدم.نت (الإنجليزية)
- جواكيم نيلسون على موقع اللجنة الأولمبية الدولية (الإنجليزية)
- جواكيم نيلسون على موقع أوليمبيديا (الإنجليزية)
- جواكيم نيلسون على موقع اللجنة الأولمبية السويدية (السويدية)